# La espada y la rosa (película)
The Sword and the Rose, estrenada el 23 de julio de 1953 en Estados Unidos, es una película de aventuras producida por Disney y dirigida por Ken Annakin. El largometraje cuenta la historia de María Tudor, la hermana menor de Enrique VIII de Inglaterra.
El film está basado en la novela de 1898 When Knighthood Was in Flower, de Charles Major, que fue llevada al cine originalmente en 1908 y nuevamente en 1922. La versión de Disney de 1953 fue adaptada para la pantalla por Lawrence Edward Watkin. En 1956, la película fue transmitida en la televisión estadounidense en dos partes bajo el título del libro original.

## Reparto
- María Tudor - Glynis Johns
- Rey Enrique VIII -  James Robertson Justice
- Charles Brandon, 1.er Duque de Suffolk -  Richard Todd
- Duque de Buckingham -  Michael Gough
- Lady Margaret  -  Jane Barrett
- Sir Edwin Caskoden -  Peter Copley
- Lord Chamberlain  -  Ernest Jay
- Luis XII  -  Jean Mercure
- Cardenal Wolsey  -  D.A. Clarke-Smith
- Delfín de Francia  -  Gérard Oury
- DeLongueville  -  Fernand Fabre
- Antoine Duprat -  Gaston Richer
- La reina Catalina -  Rosalie Crutchley
- Conde de Surrey - Bryan Coleman
- Princesa Claudia - Helen Goss